# Cesar Carrillo
Pour les articles homonymes, voir Carrillo.
Cesar Carrillo (né le 29 avril 1984 à Chicago, Illinois, États-Unis) est un lanceur droitier de baseball. Il joue dans la Ligue majeure de baseball au cours de la saison 2009 avec les Padres de San Diego. 

## Carrière
Athlète jouant pour l'Université de Miami, Cesar Carrillo est un choix de première ronde des Padres de San Diego (18e joueur sélectionné au total) en 2005.
Il fait ses débuts dans les majeures avec les Padres le 13 août 2009. Il donne trois coups de circuits aux Brewers de Milwaukee à son premier départ et encaisse la défaite. Il remporte son deuxième match, le 18 août, tenant tête aux Cubs de Chicago pendant six manches. En trois départs avec San Diego, Carrillo compile une fiche de 1-2 avec une moyenne de points mérités élevée de 13,06 en 10 manches et un tiers lancées.
Il passe la saison 2010 dans les ligues mineures. Les Padres le perdent via le ballottage au profit des Phillies de Philadelphie le 9 septembre. Il ne passe que quelques jours dans l'organisation puisque San Diego le récupère via la même procédure le 15 septembre. Enfin, le 22 septembre 2010, c'est au tour des Astros de Houston de réclamer Carrillo au ballottage. Il est libéré par l'équipe en avril 2011 sans avoir joué pour Houston et évolue cette année-là pour les Lancaster Barnstormers, un club indépendant de la Atlantic League. 
En juin 2012, il est mis sous contrat par les Tigers de Détroit. Les Tigers le libèrent de son contrat après sa suspension entraînée par son implication dans l'affaire Biogenesis en 2013. Premier joueur lié à ce scandale de dopage à être suspendu, les liens entre la sanction qui lui est imposée et la clinique Biogenesis ne sont pas clairs. Officiellement, la raison de la suspension de 100 matchs annoncée le 15 mars 2013 est pour une violation de la politique antidrogue des ligues mineures de baseball. Le réseau ESPN affirme cependant que la suspension se décline en deux pénalités de 50 matchs : la première pour être mentionné dans les documents de Biogenesis et la seconde pour avoir menti à la Ligue majeure de baseball en disant ne pas connaître Anthony Bosch.